# Суково (Московская область)
Суково — село в Ступинском районе Московской области.

## География
Село находится примерно в 16 км к востоку от районного центра Ступино и в 100 км от Москвы. На востоке, юге и западе граничит с лесом.

## Население
| 2002 | 2006 | 2010 |
| ---- | ---- | ---- |
| 108  | ↘98  | ↗117 |

## История
Село Суково (также Сухово, Андреевское) возникло в первой половине XVIII века вокруг среднепоместной усадьбы Е. А. Ярославовой, с конным двором, липовым парком и храмом.
До революции село входило в состав Коломенского уезда Московской губернии, являлось центром Суковской волости. Каширский тракт (направление на Коломну) проходил немного восточнее села. По данным переписи населения 1862 года в Суково проживало 603 человека. В селе имелись волостное правление, квартира урядника, земское училище, амбулатория, отделение почты, изба-читальня, две мелочных лавки, усадьбы землевладельцев Игумновых, Дутовых и Ковригиных. К Суковскому церковному приходу были также приписаны соседние сёла Батайки и Кременье.
На момент образования в 1929 году Ступинского района население Суково составляло 687 человек. Функционировали сельсовет, единое потребительское общество. Волостной исполнительный комитет был расформирован.
В настоящее время Суково входит в Городищенский сельский округ Ступинского городского поселения. Усадебные постройки сохранились лишь частично, в восточной части Суково. Западная половина села застроена современными коттеджами и дачами. Ежедневно работает магазин Ступинского РАЙПО, есть библиотека. В 2012 году в селе проведено газоснабжение. Из Суково можно проехать на Алёшково, Батайки и Кременье.
Уроженцем этого села является советский актёр театра и кино, заслуженный артист РСФСР Бубнов Степан Кузьмич.

### Достопримечательности
Полуразрушенная церковь Казанской иконы Божией Матери с приделом преподобного Андрея Критского стоит на холме в самом центре села. Построена она была при усадьбе в 1745 году. Колокольня была пристроена в начале XIX века. В годы советской власти храм был закрыт и разорён, а последний настоятель, игумен Мефодий, был расстрелян осенью 1937 года (ныне прославлен в лике Новомучеников и исповедников Церкви Русской). В 1990-х годах руинированное здание с проломанными сводами и разрушающимся от воды кирпичом было возвращено верующим. В настоящее время существуют планы восстановления храма.
Во время Великой Отечественной войны в селе формировался 35-й истребительный авиационный полк ПВО, который после формирования участвовал в защите Москвы от вражеской авиации. В конце августа полк переброшен на другой аэродром для участия в защите города Ленинграда.